# Andrija Fuderer

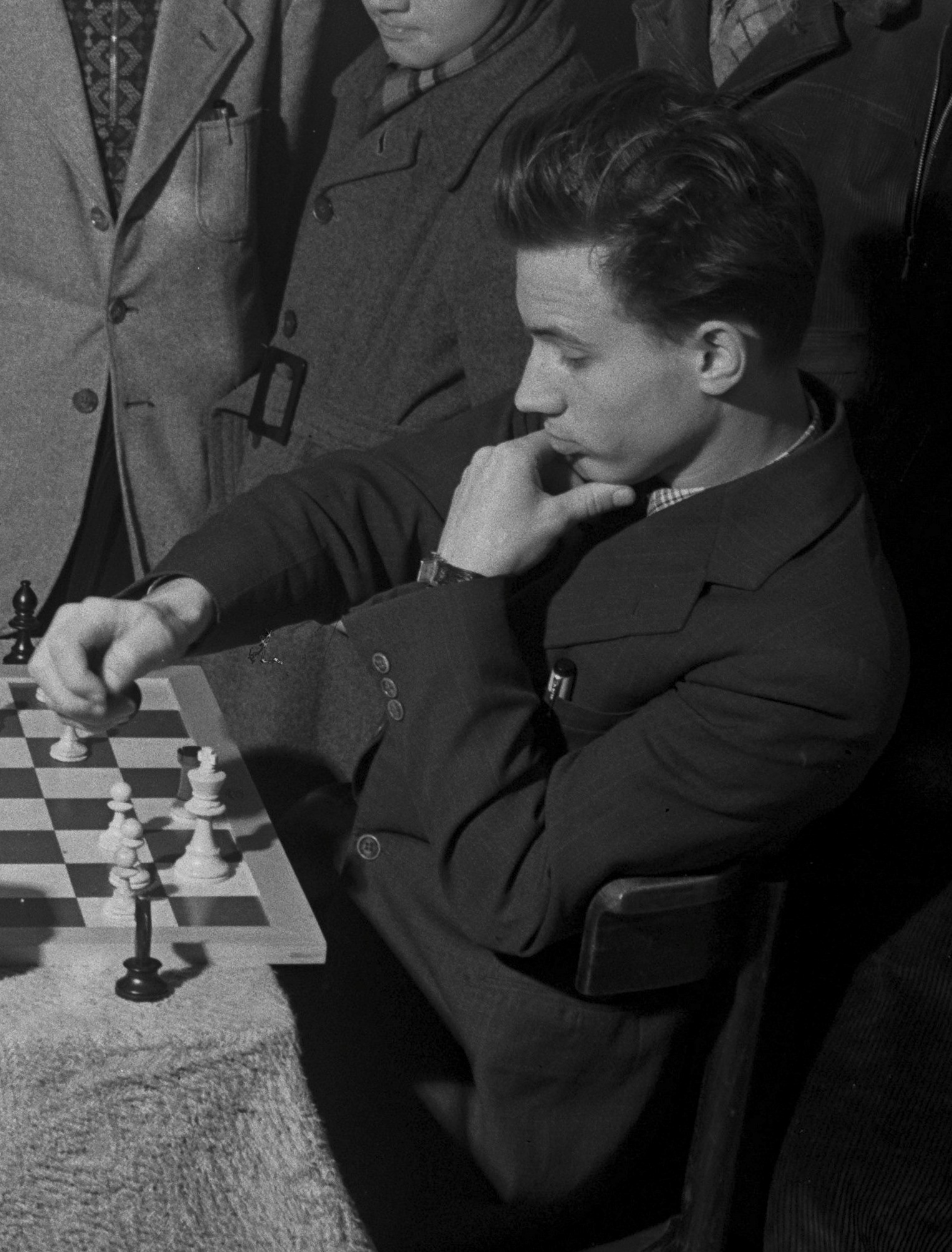
Fuderer (Beverwijk, 1952)

Andrija Fuderer (Subotica, 13 mei 1931 - Palamós 2 oktober 2011) is een Kroatische schaker uit het voormalige Joegoslavië. Later speelde hij voor België.
- In 1952 werd hij internationaal meester en in 1990 internationaal grootmeester.
- In 1955 werd in Göteborg het Interzonal toernooi verspeeld dat met 15 punten uit 20 ronden gewonnen werd door David Bronstein. Op de tweede plaats eindigde Paul Keres met 13.5 punt terwijl Óscar Panno met 13 punten derde werd. Andrija eindigde met 9 punten op de 15e plaats.